# Линдхольм, Рагнар
Рагна́р Ли́ндхольм (фар. Ragnar Lindholm; род. 17 августа 1993 года в Тофтире, Фарерские острова) — фарерский футболист, вратарь клуба «Скоала II».

## Карьера
Рагнар начинал свою карьеру в «Б68» из своей родной деревни Тофтир. 8 мая 2010 года он дебютировал за её дублирующий состав в матче первого дивизиона против резервной команды торсхавнского «ХБ», пропустив 4 гола. Параллельно голкипер стал привлекаться к играм взрослой команды тофтирцев, однако его первый матч за неё состоялся только в 2013 году: 16 марта он пропустил один мяч во встрече первого дивизиона с «Сувуроем». Всего в своём дебютном сезоне Рагнар принял участие в 14 матчах первой лиги и пропустил в них 17 голов, внеся ценный вклад в подъём «Б68» в фарерскую премьер-лигу.
Он был «первым номером» своего клуба в матче первого тура фарерского первенства в сезоне-2014, но затем был переведён во вторую команду и лишь изредка вызывался на игры основного состава. В итоге Рагнар отыграл 3 встречи в премьер-лиге, пропустив 6 голов. В следующем сезоне он стал основным вратарём тофтирского коллектива и помог ему оформить быстрое возвращение в класс сильнейших. Рагнар был «первым номером» своего клуба и в 2016 году: голкипер принял участие в 22 матчах фарерской премьер-лиги и пропустил в них 65 мячей, а «Б68» вновь опустился в первый дивизион. Он остался основным стражем ворот тофтирцев в сезоне-2017. По его итогам «Б68» не смог вернуться обратно в премьер-лигу, а Рагнар был переведён во вторую команду клуба.
В 2019 году он покинул «Б68» и стал вратарём датского клуба «ИФ», выступающего в чемпионате Копенгагена.

## Достижения
«Б68»
- Победитель первого дивизиона (1): 2013